# 友石竜也
友石 竜也（ともいし たつや、1976年5月20日 - ）は元劇団四季の俳優。

## 略歴
兵庫県宝塚市出身。兵庫県立宝塚北高校卒業。大阪芸術大学芸術学部舞台芸術学科ミュージカルコースを経て1999年に劇団四季研究所入所。入団1年目に『ライオンキング』シンバ役を射止める。通算1200回以上の出演を誇る。その後『アイーダ』ラダメス役も演じ、2006年に退団。また、東日本大震災後に『明日の力コンサート』を自主企画し 宮城県を中心に歌で勇気を与える活動にも取り組む。神奈川県川崎市ではミュージカルソウルキャンプアカデミーを主宰し未来のミュージカルスターを育てる活動にも取り組んでいる。

## 出演作品

### 舞台 （主な作品）

#### 劇団四季時代
- ライオン・キング - シンバ 役
- アイーダ - ラダメス 役

#### 劇団四季復帰後
- リトルマーメイド (2017年)

#### 劇団四季退団後
- TS ミュージカルファンデーション『calli~炎の女カルメン~』ホセ役 (2008年)
- TS ミュージカルファンデーション『悪路』ヒトカ役 (2008年)
- TS ミュージカルファンデーション『天翔ける風に』志士ナカオカ役 (2009年)
- 東宝ミュージカル『ニュー・ブレイン』 医師役(2009年)
- ミュージカル『ビクター・ビクトリア』スカッシュ役(2011年)
- 『音楽劇 赤毛のアン ~アンからの手紙~』駅員・物売り役(2011年・2014年)
- 梅田芸術劇場『カラミティ・ジェーン』バーク役(2012年)
- ミュージカル座『ルルドの奇跡』ブーリエット役(2012年)
- ミュージカル『ズボン船長~Fifi & the Seven Seas~』不思議屋チャールズ役(2015年)
- ミュージカル『冒険者たち~この海の彼方へ~』ノロイ役(2015年)
- 梅田芸術劇場『グランドホテル』 ローナ役(2016年)
- ミュージカル『キンキーブーツ』サイモンシニア役(2016年)
- ミュージカル『人生のピース』葛西慎太郎役(2019 年)
- 『淡路七福神録』 恵比須役(2020年)
- 『淡路の月に誓う』 五郎丸役(2020年)
- 『２.５次元ダンスライブALIVESTAGE～天獄～』思金神役(2021年)
- 『浜村渚の計算ノート』 ファントム役(2021年)
- 『ガイズ&ドールズ』 ハリー・ザ・ホース役(2022年)
- 『The Great Gatsby 2023』（2023年）[1]

#### TV
TV東京系「THE カラオケ☆バトル」 3 位(2015 年)